# Saint-Ouen-d'Attez
Saint-Ouen-d'Attez là một xã của tỉnh Eure, thuộc vùng Normandie, miền bắc nước Pháp.